# Alex Ferris
Alexander Ferris (n. Vancouver, Columbia Británica; 23 de abril de 1997) es un actor canadiense. Apareció en la película Locas vacaciones sobre ruedas como Billy Gornicke y El diario de Greg como Collin Lee.

## Filmografía
| Año       | Título                  | Rol                  | Notas                                                     |  |
| --------- | ----------------------- | -------------------- | --------------------------------------------------------- |  |
| 2006      | RV                      | Billy Gornicke       |                                                           |  |
| 2006      | X-Men: La batalla final | Hijo Minivan #2      |                                                           |  |
| 2006      | Fallen                  | Stevie Corbett       |                                                           |  |
| 2006      | Supernatural            | Joven Sam Winchester | Serie de TV. Temporada 1, Episodio 18: "Something Wicked" |  |
| 2005-2007 | The L Word              | Wilson               | 7 episodios                                               |  |
| 2007      | The Invisible           | Victor Newton        |                                                           |  |
| 2008      | jPod                    | Connor Lefkowitz     | 2 episodios                                               |  |
| 2009      | Te amaré por siempre    | Henry                |                                                           |  |
| 2010      | Los padrinos mágicos    | Chico                | Voz                                                       |  |
| 2010-2011 | Eureka                  | Chico                | 2 episodios                                               |  |
| 2010      | El diario de Greg       | Collin Lee           |                                                           |  |
| 2011      | El asesino de la I-5    | Eric                 |                                                           |  |
| 2011      | Sanctuary               | Joven Will           | 1 episodio                                                |  |
| 2012      | In Their Skin           | Jared                |                                                           |  |
| 2012      | A Killer Among Us       | Sean Carleton        |                                                           |  |
| 2008-2014 | Martha habla            | T.D. Kennelly        | Voz                                                       |  |